# Romano Floriani Mussolini
Romano Benito Floriani Mussolini (født 27. januar 2003) er en italiensk professionel fodboldspiller, som spiller for Serie B-klubben Juve Stabia, hvor han er lånt til fra Lazio.

## Klubkarriere

### Lazio
Floriani Mussolini begyndte hos Roma, før han i en alder af 13 skiftede til Lazios ungdomsakademi. Han skrev sin første professionelle kontrakt med klubben i marts 2021. Han havde sin første involvering med førsteholdet den 24. oktober 2021, da han sad på bænken i en Serie A-kamp imod Hellas Verona.

#### Lejeaftaler
Floriani Mussolini blev i 2023-24 sæsonen udlejet til Serie C-klubben Pescara. Han blev i juli 2024 igen udlejet, denne gang til Serie B-klubben Juve Stabia.

## Privat
Floriani Mussolini er søn af politikeren Alessandra Mussolini. Hans morfar er pianisten Romano Mussolini, og hans oldefar er den fascistiske diktator Benito Mussolini.
Han har et dobbelt efternavn, og hans efternavn er derfor Floriani Mussolini, og ikke bare Mussolini.